# Episteira carchara
Episteira carchara là một loài bướm đêm trong họ Geometridae.